# Wainfleet All Saints
Wainfleet All Saints è un paese di 1 964 abitanti della contea del Lincolnshire, in Inghilterra.